# Razlučivost
Razlučivost ili rezolucija veličina kojom se definira mogućnost razdvajanja/razaznavanja sitnih detalja kojom se opisuje kakvoća slike. 
- Kod klasičnog fotografskog filma razlučivost se određuje brojem linija koje se mogu razaznati na dužni milimetar filma.
- U digitalnoj tehnici razlučivost se mjeri ovisno o mediju.

- Za papirnate dokumente razlučivost je broj točkica od kojih je sastavljena slika po kvadratnom inču (Dot per inch – DPI). Kvaliteta ispisane, odnosno očitane slike ne ovisi samo o razlučivosti uređaja, nego i o kvaliteti same slike na računalu, odnosno na papiru.
- Za zaslone i digitalne fotografije razlučivost je broj piksela (sitnih kvadratića) od kojih je sastavljena slika po horizontali x broj piksela po vertikali u obliku 1600 x 1200, (detaljnije). Broje se sve točkice (engl. pikseli) od kojih se sastoji slika. Najčešće se izražava u milijunima piksela ili megapikselima (Mpx), npr. 7 Mpx. Što je veći broj točkica to je slika kvalitetnija, manje rasterizirana.

Kod televizora i videozapisa razlikuju se normalna (720 x 576 px) i visoka razlučivost (HD – 1280 x 720 – 1920 x 1080 px), koja se uvodi u primjenu krajem prvog desetljeća trećeg tisućljeća. Svaki monitor (od računala do mobitela) ima zadanu maksimalnu razlučivost koju je moguće na njemu postići, ali je moguće koristiti i nižu.
Pojam razlučivosti (rezolucije) primjenjuje se i na druge uređaje (mikroskope, teleskope i dr.) i prikaze.
Veća razlučivost u pravilu omogućuje veća povećanja uz zadržavanje oštrine prikaza. U digitalnoj tehnici veće razlučivosti zahtijevaju značajno povećanje memorijskih kapaciteta za pohranu materijala (fotografija, videozapisa).

## Vanjske poveznice
- What is my Screen Resolution – Provjera razlučivosti ekrana